# Sous le ciel d'Argentine
Pour plus de détails, voir Fiche technique et Distribution.
Sous le ciel d'Argentine (titre original : Down Argentine Way) est un film musical américain en Technicolor réalisé par Irving Cummings, sorti en 1940. 
Écrit par Darrell Ware et Karl Tunberg, l'intrigue est inspirée de l'histoire d'un Américain, joué par Betty Grable, qui tombe amoureux d'Argentine éleveur de chevaux Ricardo Quintana (Don Ameche) fils d'un célèbre producteur argentin connu pour ses chevaux primés. Le destin de deux jeunes si intersection lorsque Glenda si intéressé par Ricardo. Mais une inimitié de longue date entre les parents des deux  les empêcher est-ce qu'ils maintenir quelconque relation.
Le film met en scène l'inconnue Betty Grable dans son premier rôle dans un majeur du film, et la participation spéciale de la chanteuse Carmen Miranda dans son premier film aux États-Unis.
Sous le ciel d'Argentine a reçu des critiques positives par le public américain, et trois nominations pour la 13e édition des Oscars, le premier prix dans le cinéma mondial. Malgré le lourds investissements de studio, la production a été largement critiquée au Brésil, en plus de sa circulation interdit en Argentine.
Il est inscrit en 2014 au National Film Registry pour être conservé à la bibliothèque du Congrès.

## Synopsis
Éleveur de chevaux en Argentine, , Don Diego Quintana (Henry Stephenson) envoie son fils Ricardo (Don Ameche) à New-York pour qu'il y vende plusieurs de ses pur-sang, mais il lui interdit de faire une quelconque transaction avec Binnie Crawford (Charlotte Greenwood), ou tout autre membre de sa famille, car une rivalité amoureuse l'a opposé jadis à son frère Willis. 
Arrivé à New-York, Ricardo se rend à l'hippodrome pour y présenter ses chevaux. Séduit par une jeune femme qui veut lui en acheter un, il accepte de le lui céder pour 5.000 dollars alors qu'il en demandait une somme nettement supérieure. Mais le soir même, il annule la vente après avoir découvert qu'elle se nomme Glenda Crawford (Betty Grable), et qu'elle est la nièce de Binnie. 
Rentré dans son pays, Ricardo y retrouvera ces deux femmes, toujours résolues à acquérir des chevaux argentins ; et par amour pour Glenda, il parviendra à mettre fin à la brouille opposant les deux familles…

## Fiche technique
- Titre français :  Sous le ciel d'Argentine
- Titre original : Down Argentine Way
- Réalisateur : Irving Cummings
- Production : Harry Joe Brown et Darryl F. Zanuck
- Société de production : 20th Century Fox
- Scénario : Karl Tunberg et Darrell Ware d'après l'histoire de Rian James et Ralph Spence
- Directeur de la photographie : Ray Rennahan et Leon Shamroy
- Montage : Barbara McLean
- Direction musicale : Emil Newman
- Musique : Harry Warren
- Chorégraphes : Nick Castle et Geneva Sawyer
- Direction artistique : Richard Day et Joseph C. Wright
- Décors : Thomas Little
- Costumes : Travis Banton
- Pays de production: États-Unis
- Format : couleur (Technicolor) - 35 mm - 1,37:1 - Son : Mono (Western Electric Mirrophonic Recording)
- Durée : 89 minutes
- Genre : comédie musicale
- Dates de sortie : 
  - États-Unis : 11 octobre 1940
  - France : 9 juillet 1946

## Distribution
- Don Ameche : Ricardo Quintana
- Betty Grable : Glenda Crawford/Glenda Cunningham
- Carmen Miranda : elle-même 
  - Bando da Lua : Bando da Lua (comme Carmen Miranda Band)
- Charlotte Greenwood : Binnie Crawford
- J. Carrol Naish : Casiano
- Henry Stephenson: Don Diego Quintana
- Kay Aldridge : Helen Carson
- Leonid Kinskey : Tito Acuna
- Chris-Pin Martin : Esteban
- Robert Conway : Jimmy Blake
- Gregory Gaye : Sebastian
- Charles Judels : Dr Arturo Padilla, l'Ambassadeur
- Frank Puglia : Señor Montero
- Armand Kaliz : le directeur de l'hôtel
- Jean Del Val : Señor Rufino
- Edward Fielding : Willis Crawford
- Larry Steers : le patron du Westchester Club

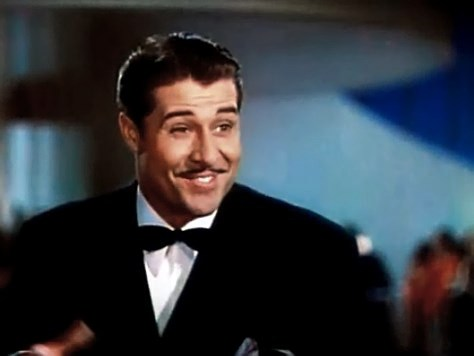
Don Ameche
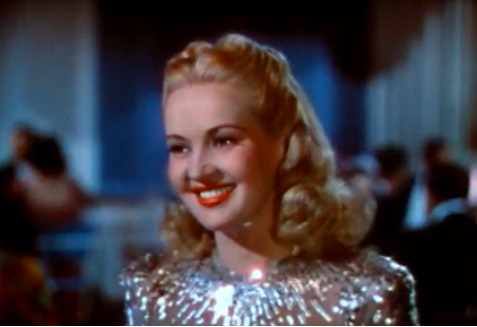
Betty Grable
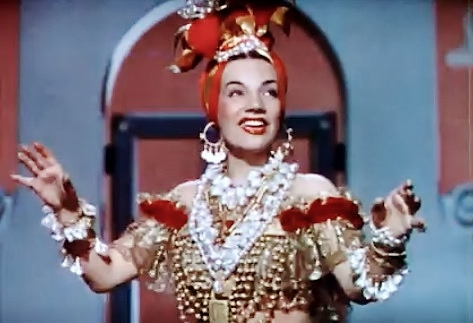
Carmen Miranda
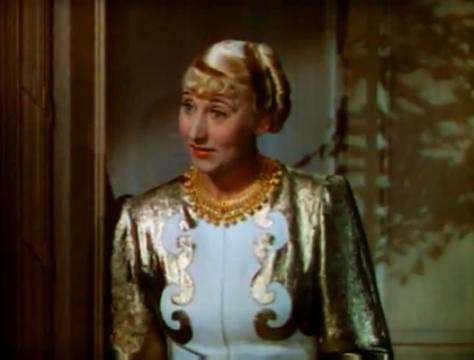
Charlotte Greenwood
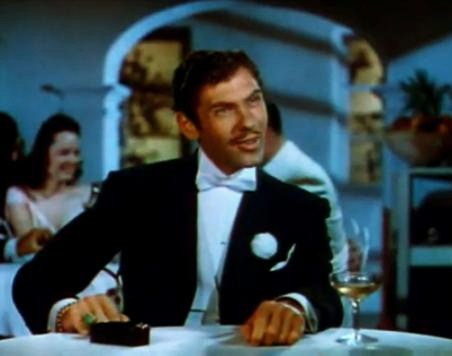
Leonid Kinskey

## Réception critique

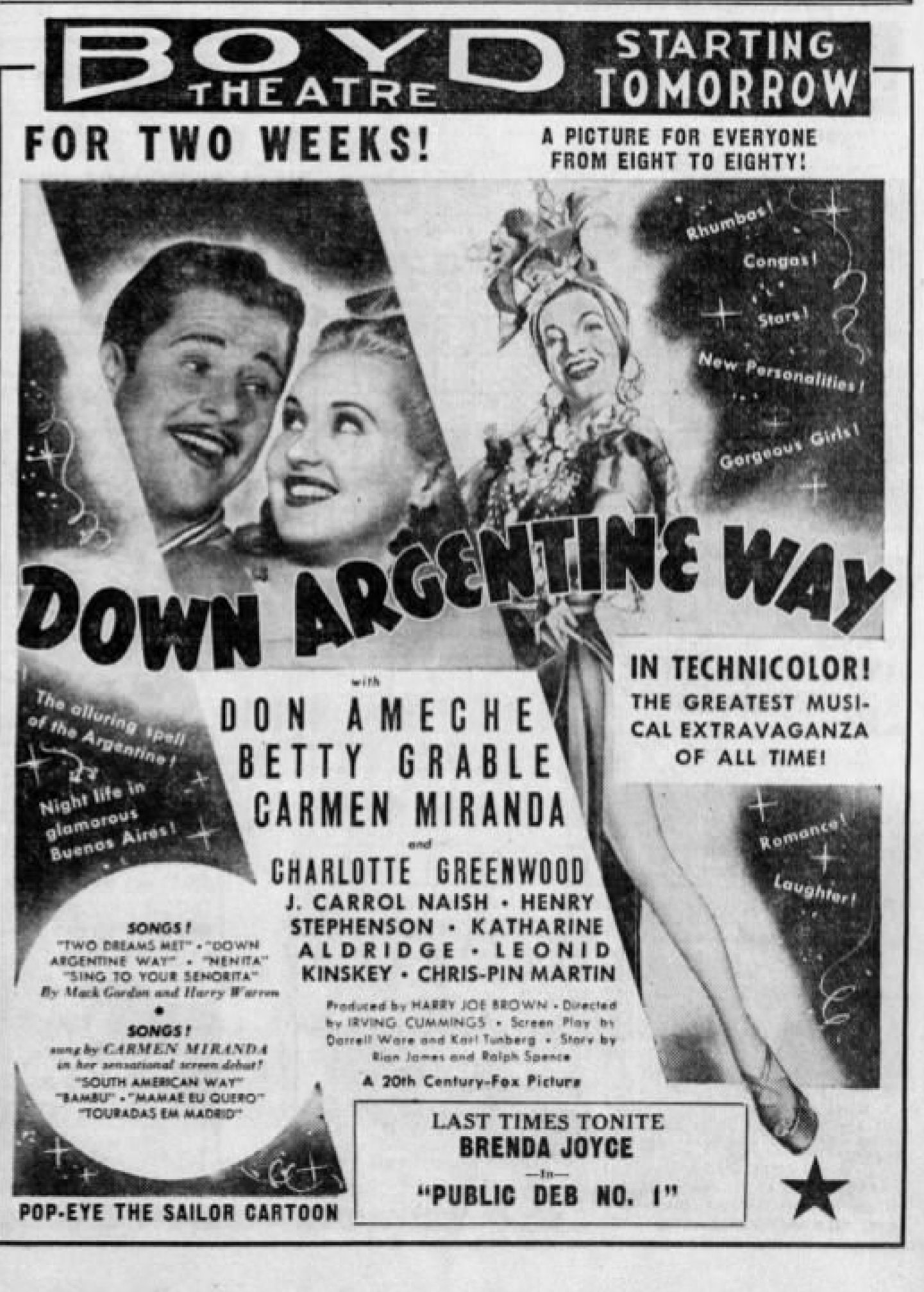
Affiche d'époque (1940)

Bosley Crowther du New York Times a écrit que l'intrigue du film était "un peu ridicule". Dave Kehr du Chicago Reader écrit que la comédie musicale il était "vulgaire, ridicule, et irrésistiblement fun". 

## Récompenses et distinctions
- Le film est inscrit en 2014 au National Film Registry pour être conservé à la bibliothèque du Congrès[5].